# Seymour (hrabstwo Lafayette)
Seymour – miasto w Stanach Zjednoczonych, w stanie Wisconsin, w hrabstwie Lafayette.